# Процессор машинного зрения
Процессор машинного зрения (англ. vision processing unit, VPU) — новый класс специализированных микропроцессоров являющихся разновидностью ИИ-ускорителей, предназначенных для аппаратного ускорения работы алгоритмов машинного зрения.

## Описание
Процессоры машинного зрения отличаются от графических процессоров (которые являются специализированными для кодирования и декодирования видео) так как они являются более пригодными для выполнения алгоритмов машинного зрения, в которых используются методы свёрточных нейронных сетей (CNN), выделение особых точек и их дескрипторов методом масштабно-инвариантной функции преобразования (SIFT) и другие.
Они могут включать множество прямых интерфейсов, брать данные с видеокамеры, и в них делается большой акцент на распараллеливание потока данных между множеством исполнительных ядер, включая использование модели блокнотной памяти, как в многоядерных цифровых сигнальных процессорах. Но, как и графические процессоры, они специализированы для вычислений c низкой точностью чисел с фиксированной запятой, используемых для обработки изображений.
Целевыми рынками для данных процессоров являются робототехника, интернет вещей, новые классы цифровых камер для виртуальной реальности и дополненной реальности, смарт-камеры, и интеграция ускорения машинного зрения в смартфоны и другие мобильные устройства.

## Примеры
- Lightspeeur® Series Intelligent Neural Processor[3] — серия специализированных энергоэффективных нейронных процессоров производительностью до 9.3TOPS доступных в том числе в виде USB модуля[4].
- Intel Movidius Myriad 2[англ.] — процессор являющийся многоядерным ИИ-ускорителем основанном на VLIW-архитектуре, с дополненными узлами предназначенными для обработки видео[5].
- ComBox x64 Movidius PCIe Blade board - ускоритель инференса сверхточных нейронных сетей для ЦОД на базе VPU Intel Movidius (MyriadX) с высокой плотностью их размещения.
- Mobileye EyeQ[англ.] — это специализированный процессор ускоряющий обработку алгоритмов машинного зрения для использования в беспилотном автомобиле[6].
- Microsoft HoloLens — очки смешанной реальности компании Microsoft, которые включает в себя ускоритель, называемый голографический процессор (англ. holographic processing unit), задействованный для ускорения обработки видео с камеры, для среды отслеживание и работы приложений дополненной реальности[7].
- Eyeriss[англ.] — процессор разработанный МТИ, предназначенный для работы свёрточных нейронных сетей[8].
- Intuitive[англ.] — израильская компания сфокусированная на проектировании VPU, названный ею NU series.
- NeuFlow[англ.] — разработка Яна Лекуна (в виде FPGA) для ускорения работы алгоритмов свёртки, с помощью потоковой архитектуры.